# Betoi
Betoi, pleme ili plemena američkih indijanaca nastanjeni u Kolumbiji i Llanosu rijeke Orinoco u venezuelskoj državi Apure. Betoi-teritorij pružao se između rijeke Sarare na jugu i Uribante na sjeveru. Njihovo ime u obliku Betóya poslužilo je da se da porodici Tucanoan jer se mislilo da im jezično pripadaju, a ponekad se njime nazivaju i Tucano Indijanci. Istoimenim jezikom, danas nestalim, govorilo je uz Betoie i nekoliko drugih manjih plemena.
Etnolingvist Sergio Elias Ortiz, narode koji govore betoi jezikom klasificira kao jednu od potporodica porodice Chibchan i dijeli na osam užih skupina: Anabalí, Atabaca, Ele, Jabué, Kilifay, Lolaca, Luculía i Situfa.
Drugi autori (Adelaar, 2004.) navode dijalekte Situfa, Airico, Lolaca, Jirara (Jirarru, Jiraru), Betoi i Ele, i klasificira široj skupini macro-paesan. Gumilla (1745; 1945) daje 11 naziva: Jirara, Sítufa, Ayrico, Ele, Luculia, Jabúe, Aráuca, Quilifáy, Anabáli, Loláca i Atabáca.

## Vanjske poveznice
- [neaktivna poveznica]